# Orzechówka (województwo podlaskie)
Orzechówka – wieś w Polsce położona w województwie podlaskim, w powiecie grajewskim, w gminie Rajgród.
W latach 1975–1998 miejscowość położona była w województwie łomżyńskim.
Wieś królewska dzierżawy Tajno w ziemi bielskiej województwa podlaskiego w 1795 roku.
W ostatniej dekadzie września 1939 r. przez Orzechówkę przejeżdżał spod Grodna i Lipska nad Biebrzą 110 Rezerwowy pułk ułanów, dowodzony przez ppłk. Jerzego Dąbrowskiego. Według przekazów starszych mieszkańców dowódca wymienił we wsi, u Sobolewskiego, swojego konia białej maści na innego – mniej widocznego. Pułk kierował się w stronę Łomży i docelowo do Warszawy. Na wieść o kapitulacji stolicy dowódca rozwiązał resztki swojego pułku, przy czym większość oficerów i żołnierzy kontynuowała marsz na Warszawę pod dowództwem mjr. Henryka Dobrzańskiego (Hubala).
Zimą 1944–1945 w pobliżu Orzechówki przebiegała linia frontu. Niemcy przeprowadzili niezwykle brutalną pacyfikację wioski. Rozebrali lub spalili większość zabudowań a ludność wywieźli do kopania okopów. W trakcie pacyfikacji zamordowali 11 osób. Teren został zaminowany, co po wojnie pochłonęło ofiary przy próbach samowolnego rozminowywania pól.